# Astanà
|  | Per a altres significats, vegeu «Astana». |

Astanà (en kazakh i rus: Астана), prèviament anomenada Nursultan (/nuɾsulˈtɑːn/; kazakh: Нұр-сұлтан; rus: Нур-Султан), és la capital del Kazakhstan. Està situada a la riba del riu Ixim, dins de la província d'Akmolà, al nord del Kazakhstan, tot i que és administrada per separat de la província com a ciutat amb estatus especial. L'estimació oficial del 2022 va reportar una població de 1 350 228 persones dins dels límits de la ciutat, que la converteix en la segona ciutat més gran del Kazakhstan després d'Almati, la capital entre el 1991 i el 1997.
Astanà va esdevenir la capital del Kazakhstan el 1997 i, des d'aleshores, s'ha convertit econòmicament en una de les ciutats més modernitzades de l'Àsia central. El 23 de març de 2019, després d'una votació unànime en el Parlament del Kazakhstan, la ciutat va ser reanomenada Nursultan en honor de l'expresident Nursultan Nazarbàiev. Tres anys més tard va tornar al seu nom anterior d'Astana, després d'una initiativa dins el parlament.
La moderna Astanà és una ciutat planificada, igual que altres capitals planificades com Ankara o Brasília. Després que Astanà es convertís en la capital del Kazakhstan, la ciutat va canviar de manera substancial. El pla mestre d'Astanà va ser dissenyat per l'arquitecte japonès Kisho Kurokawa. Com a seu del Govern del Kazakhstan, Astanà és la seu de la Casa del Parlament, el Tribunal Suprem, el Palau Presidencial Ak Orda i nombrosos departaments i agències governamentals. És l'indret de molts edificis futuristes, hotels i gratacels. Astanà també té amplis sistemes d'assistència sanitària, esports i educació.

## Etimologia
Fundada el 1830 com a Akmolí o Akmólinski prikaz (rus: Акмо́линский Прика́з), servia de fortificació defensiva per als cosacs siberians. El 1832 se li va concedir l'estatus de ciutat i se la va denominar Akmólinsk (rus: Акмо́линск). El 20 de març de 1961 la ciutat va passar a denominar-se Tselinograd (rus: Целиногра́д, lit. 'Ciutat de tselina') per marcar l'evolució de la ciutat com a centre cultural i administratiu de la Campanya de les Terres Verges. El 1992 va ser reanomenada Akmolà (Акмола́), el nom original modificat que significa "tomba blanca". El 10 de desembre de 1997 Akmolà va substituir Almati com la capital del Kazakhstan. El 6 de maig de 1998 va passar a denominar-se Astanà (Астана́), que significa "capital" en kazakh. El 20 de març de 2019, la capital va passar de denominar-se Astanà al nom Nursultan (kazakh: Нұр-сұлтан; rus: Нур-Султан), en honor del President kazakh Nursultan Nazarbàiev, per ser després ser revertit novament a Astanà el setembre del 2022.
Segons Guinness World Records, és la ciutat del món que ha passat per més canvis de noms.

## Història

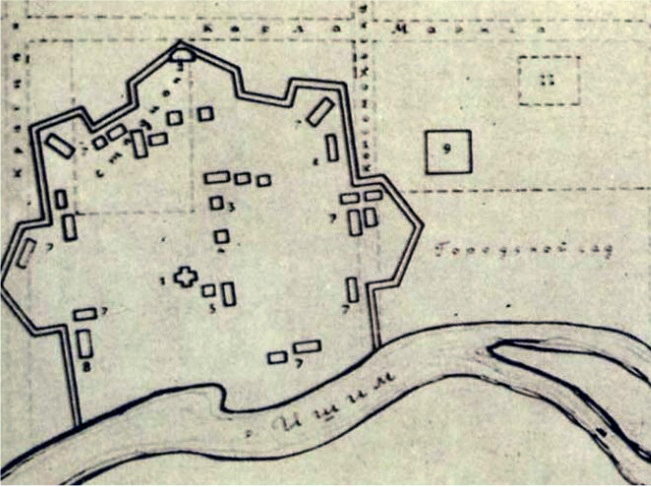
Mapa de la fortalesa d'Akmolinsk

### Època imperial russa (1830–1918)
El poblat d'Akmoli, també conegut com a Akmolinsko prikaz, va ser establert al riu Ixim el 1830 com a seu d'un ókrug per una unitat de cosacs siberians dirigida per Fíodor Xubin. El nom prové possiblement d'un monument local: Akmolà significa literalment "tomba blanca" en kazakh, encara que aquesta teoria no està totalment acceptada. El 1832 se li va concedir l'estatus de ciutat i se la va re-anomenar Akmolinsk. La posició força avantatjosa de la ciutat ja era clara el 1863 en un resum del Diccionari Geogràfic i Estadístic de l'Imperi Rus, que descriu com les rutes mineres connectaven aquest centre geogràfic amb la mina de Kargali a l'est, amb el fort d'Akhtau al sud i amb Kokxetau através d'Atbasar a l'oest. El 1838, amb l'apogeu del gran moviment nacional i d'alliberament encapçalat per Kenessari Khan, la fortalesa d'Akmolinsk va ser cremada. Després de la repressió del moviment d'alliberament es va reconstruir la fortalesa. El 16 de juliol de 1863 Akmolinsk va ser declarada oficialment una ciutat uiezd. Durant el ràpid desenvolupament del mercat capitalista rus, les grans àrees de Sariarkkà van ser explotades activament per l'administració colonial. Per elaborar un reglament que regulés l'estepa kazakh, el Govern de l'Imperi Rus va formar la Comissió d'Estepa el 1865. El 21 d'octubre de 1868, el tsar Alexandre II va signar un projecte de Reglament sobre la governació de les províncies de Turgai, Ural, Akmolinsk i Semipalatinsk. En 1869, el districte i el departament externs d'Akmolinsk van ser cancel·lats i Akmolinsk es va convertir en el centre del recentment establert Óblast d'Akmolinsk. El 1879 el major general Dubelt va proposar construir un ferrocarril entre Tiumén i Akmolinsk al Ministeri de Comunicacions de Rússia. En el transcurs dels primers 30 anys de la seva existència, la població d'Akmolà era formada per una mica més de 2.000 persones. No obstant això, al llarg dels següents 30 anys la població de la ciutat es va triplicar segons els volosts i els assentaments de l'Óblast d'Akmolinsk. En 1893, Akmolinsk era un uiezd amb una forta població de 6.428 persones, tres esglésies, cinc escoles i tres fàbriques.

### Era soviètica (1918–1991)
Durant la Segona Guerra Mundial, Akmolinsk va servir com a ruta per al transport d'eines i equips d'enginyeria de plantes evacuades de l'RSS d'Ucraïna, l'RSS de Belarús i la SFSR de Rússia cap als óblasts de l'RSS del Kazakhstan. Les indústries locals van ser posades al servei de les necessitats de la guerra, per tal d'ajudar a proporcionar al país els materials necessaris per als fronts de batalla. En els anys de la postguerra, Akmolinsk es va convertir en un far de reactivació econòmica a l'oest de la Unió Soviètica arruïnada per la guerra. A més, molts russos-alemanys van ser re-assentats aquí després de ser deportats sota el govern de Ióssif Stalin.
El 1954 els óblasts del nord de l'RSS del Kazakhstan es van convertir en un territori de la Campanya de les Terres Verges liderada per Nikita Khrusxov per convertir la regió en el segon productor de cereals de la Unió Soviètica. El desembre del 1960 el Comitè central va fer una resolució per crear el Krai de Tselinnï, que estava format per cinc regions dels óblasts de l'RSS del Kazakhstan del nord. L'Óblast d'Akmolinsk va deixar d'existir com a entitat administrativa separada. Els seus districtes estaven subordinats directament a la nova administració del krai, i Akmolinsk es va convertir en la capital del krai, així com la seu administrativa de la nova regió econòmica de les Terres Verges. El 14 de març de 1961 Khrusxov va proposar canviar el nom de la ciutat per un nom corresponent al paper de la Campanya de les Terres Verges. El 20 de març de 1961 el Soviet suprem de l'RSS del Kazakhstan va re-anomenar la ciutat d'Akmolinsk a Tselinograd. El 24 d'abril de 1961 la província va ser reconstituïda com Óblast de Tselinograd. A la dècada del 1960, Tselinograd va ser completament transformada. El 1963 es va començar a treballar en els tres primers districtes d'habitatges de gran alçada. A més, s'hi van construir una sèrie de nous edificis públics monumentals, incloent-hi el Palau de les Terres Verges, un Palau de la Joventut, una Casa dels Soviets, un nou aeroport i diversos espais esportius. En 1971 es va abolir el krai de Tselinnï i Tselinograd es va convertir en el centre de l'óblast.

### Època contemporània (1991 – present)
Després de la dissolució de la Unió Soviètica i la consegüent independència del Kazakhstan es va recuperar la forma original del nom de la ciutat en la forma modificada d'Akmolà. El 6 de juliol de 1994 el Consell Suprem del Kazakhstan va aprovar el decret "Sobre el trasllat de la capital del Kazakhstan". Després que la capital del Kazakhstan fos traslladada a Akmolà el 10 de desembre de 1997, el nom de la ciutat va ser canviat a Astanà el 1998. Les raons per al canvi de capital són diverses, sobretot tenint en compte que la nova capital està aïllada al bell mig de l'estepa kazakh. La principal raó oficial és que un país tan extens necessitava una capital situada més al centre, per no excloure les regions més allunyades d'Almati. N'hi ha que suggereixen que fou una manera d'exercir més control sobre el nord de l'estat, dominat per Rússia, i prevenir-ne la secessió; d'altres diuen que ha estat un moviment estratègic per tal d'allunyar la capital de les fronteres amb la Xina, el Kirguizstan i l'Uzbekistan. Segons altres versions, l'antiga capital, Almati, tenia un creixement limitat pel relleu muntanyós. D'altres interpretacions més cíniques suggereixen que el president Nazarbàiev va voler crear una mena de ciutat miratge per oferir la imatge d'un Kazakhstan modern i endreçat que atragués les inversions estrangeres (si bé s'ha demostrat que els negocis i els governs estrangers s'estimen més Almati que no pas Nursultan).
El 10 de juny de 1998 Astanà va ser presentada com la capital a escala internacional. El 16 de juliol de 1999, Astanà va rebre la medalla i el títol de la Ciutat de la Pau de la UNESCO. El 19 de març de 2019 va dimitir el President del Kazakhstan, Nursultan Nazarbàiev, i el 23 de març la ciutat va ser reanomenada Nursultan.

## Geografia

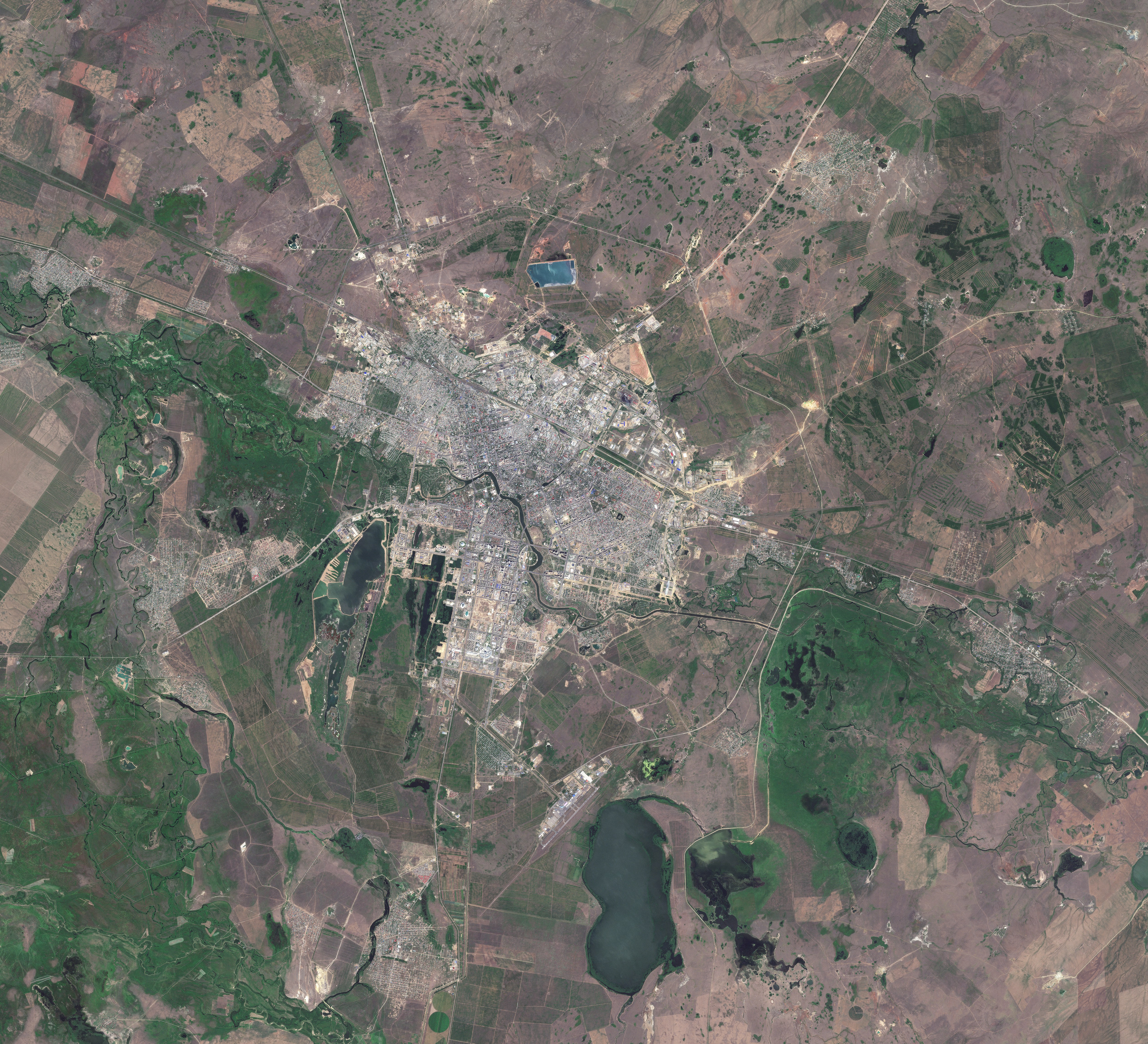
Imatge de satèl·lit de Nursultan i voltants

### Topografia
Astanà es troba al centre del Kazakhstan, al riu Ixim, en una regió semiàrida molt plana que cobreix la major part del territori del país. Es troba a 51° 10' de latitud nord i 71° 26' de longitud est. La ciutat abasta 722,0 quilòmetres quadrats. L'altitud d'Astanà és de 347 metres sobre el nivell del mar. Astanà es troba en un ampli paisatge estepari, a la zona de transició entre el nord del Kazakhstan i l'extremadament assentat centre nacional a causa del riu Ixim. Els baris més antics es troben al nord del riu, mentre que els barris més nous es troben al sud de l'Ixim.

### Zona horària
La diferència de temps de la UTC utilitzada per Astanà és de 6 hores després de la UTC, o UTC+6:00, que és la mateixa que en la major part del Kazakhstan, Almati inclosa.

### Clima
Astanà és la segona capital nacional més freda del món després d'Ulan Bator, Mongòlia, una classificació que abans tenia la capital del Canadà, Ottawa, fins que Astanà va esdevenir capital el 1997. Astanà té un clima continental extrem amb estius càlids (amb precipitacions ocasionals en forma de pluja) i hiverns llargs, frígids i secs. Les temperatures estiuenques arriben de tant en tant a +35 °C mentre que temperatures d'entre -30 i −35 °C no són inusuals entre mitjan desembre i principis de març. Normalment el riu Ixim està congelat entre la segona setmana de novembre i l'inici de l'abril. Astanà té una reputació ben merescuda entre els kazakhs pels seus freqüents forts vents, els efectes dels quals són especialment forts en la zona esquerra de la ciutat, de ràpid desenvolupament, que hi està relativament exposada.
En general, Astanà té un clima continental humit (Classificació climàtica de Köppen Dfb). La temperatura mitjana anual a Astanà és de +3,5 °C. El mes de gener és el mes més fred, amb una temperatura mitjana de -14,2 °C i el rècord més baix es va registrar durant l'onada de fred del gener del 1893, quan es va arribar a una temperatura de -51.6 °C. El mes de juliol és el mes més càlid, amb una temperatura mitjana de +20,7 °C.
| Dades climàtiques a Nursultan      | Dades climàtiques a Nursultan | Dades climàtiques a Nursultan | Dades climàtiques a Nursultan | Dades climàtiques a Nursultan | Dades climàtiques a Nursultan | Dades climàtiques a Nursultan | Dades climàtiques a Nursultan | Dades climàtiques a Nursultan | Dades climàtiques a Nursultan | Dades climàtiques a Nursultan | Dades climàtiques a Nursultan | Dades climàtiques a Nursultan | Dades climàtiques a Nursultan |
| Mes                                | gen                           | febr                          | març                          | abr                           | maig                          | juny                          | jul                           | ag                            | set                           | oct                           | nov                           | des                           | anual                         |
| ---------------------------------- | ----------------------------- | ----------------------------- | ----------------------------- | ----------------------------- | ----------------------------- | ----------------------------- | ----------------------------- | ----------------------------- | ----------------------------- | ----------------------------- | ----------------------------- | ----------------------------- | ----------------------------- |
| Màxima rècord °C (°F)              | 3.4 (38.1)                    | 4.8 (40.6)                    | 22.1 (71.8)                   | 29.7 (85.5)                   | 35.7 (96.3)                   | 40.1 (104.2)                  | 41.6 (106.9)                  | 38.7 (101.7)                  | 36.2 (97.2)                   | 26.7 (80.1)                   | 18.5 (65.3)                   | 4.5 (40.1)                    | 41.6 (106.9)                  |
| Màxima mitjana °C (°F)             | −9.9 (14.2)                   | −9.2 (15.4)                   | −2.5 (27.5)                   | 10.9 (51.6)                   | 20.2 (68.4)                   | 25.8 (78.4)                   | 26.8 (80.2)                   | 25.2 (77.4)                   | 18.8 (65.8)                   | 10.0 (50)                     | −1.4 (29.5)                   | −8.0 (17.6)                   | 8.9 (48)                      |
| Mitjana diària °C (°F)             | −14.2 (6.4)                   | −14.1 (6.6)                   | −7.1 (19.2)                   | 5.2 (41.4)                    | 13.9 (57)                     | 19.5 (67.1)                   | 20.8 (69.4)                   | 18.8 (65.8)                   | 12.3 (54.1)                   | 4.6 (40.3)                    | −5.4 (22.3)                   | −12.1 (10.2)                  | 3.5 (38.3)                    |
| Mínima mitjana °C (°F)             | −18.3 (−0.9)                  | −18.5 (−1.3)                  | −11.5 (11.3)                  | 0.2 (32.4)                    | 7.9 (46.2)                    | 13.2 (55.8)                   | 15.0 (59)                     | 12.8 (55)                     | 6.6 (43.9)                    | 0.2 (32.4)                    | −8.9 (16)                     | −16.1 (3)                     | −1.5 (29.3)                   |
| Mínima rècord °C (°F)              | −51.6 (−60.9)                 | −48.9 (−56)                   | −38.0 (−36.4)                 | −27.7 (−17.9)                 | −10.8 (12.6)                  | −1.5 (29.3)                   | 2.3 (36.1)                    | −2.2 (28)                     | −8.2 (17.2)                   | −25.3 (−13.5)                 | −39.2 (−38.6)                 | −43.5 (−46.3)                 | −51.6 (−60.9)                 |
| Precipitació mitjana mm (polzades) | 16 (0.63)                     | 15 (0.59)                     | 18 (0.71)                     | 21 (0.83)                     | 35 (1.38)                     | 37 (1.46)                     | 50 (1.97)                     | 29 (1.14)                     | 22 (0.87)                     | 27 (1.06)                     | 28 (1.1)                      | 22 (0.87)                     | 320 (12.6)                    |
| Mitjana de dies de pluja           | 2                             | 2                             | 5                             | 9                             | 15                            | 13                            | 15                            | 13                            | 12                            | 10                            | 7                             | 3                             | 106                           |
| Mitjana de dies de neu             | 25                            | 23                            | 19                            | 6                             | 1                             | 0.1                           | 0                             | 0                             | 1                             | 7                             | 18                            | 24                            | 124                           |
| Humitat relativa mitjana (%)       | 78                            | 77                            | 79                            | 64                            | 54                            | 53                            | 59                            | 57                            | 59                            | 68                            | 80                            | 79                            | 67                            |
| Mitjana mensual d'hores de sol     | 103                           | 147                           | 192                           | 238                           | 301                           | 336                           | 336                           | 294                           | 230                           | 136                           | 100                           | 94                            | 2.507                         |
| Font #1: Pogoda.ru.net             |                               |                               |                               |                               |                               |                               |                               |                               |                               |                               |                               |                               |                               |
| Font #2: NOAA (sol, 1961–1990)     |                               |                               |                               |                               |                               |                               |                               |                               |                               |                               |                               |                               |                               |

## Demografia
Al 2018 la població d'Astanà era de 1.032.475 habitants; més del doble de la població del 2002, de tan sols 493.100 habitants. La composició ètnica de la població de la ciutat el 4 de setembre de 2014 era:
- Kazakhs: 65,2%
- Russos: 23,8%
- Ucraïnesos: 2,9%
- Tàrtars: 1,7%
- Alemanys: 1,5%
- Altres: 4,9%

Molts argumenten que un impuls d'atreure els kazakhs ètnics al nord va ser el factor clau per canviar la capital, que es va atribuir oficialment a la manca d'espai d'expansió a l'antiga capital, Almati, i la seva ubicació en una zona sísmica. Astanà també seria "més a prop del centre industrial del Kazakhstan" que Almati. Les raons per al canvi de capital són diverses, sobretot tenint en compte que la nova capital està aïllada al bell mig de l'estepa kazakh. La principal raó oficial és que un país tan extens necessitava una capital situada més al centre, per no excloure les regions més allunyades d'Almati. N'hi ha que suggereixen que fou una manera d'exercir més control sobre el nord de l'estat, dominat per Rússia, i prevenir-ne la secessió; d'altres diuen que ha estat un moviment estratègic per tal d'allunyar la capital de les fronteres amb la Xina, el Kirguizstan i l'Uzbekistan. Segons altres versions, l'antiga capital, Almati, tenia un creixement limitat pel relleu muntanyós. D'altres interpretacions més cíniques suggereixen que el president Nazarbàiev va voler crear una mena de ciutat miratge per oferir la imatge d'un Kazakhstan modern i endreçat que atragués les inversions estrangeres (si bé s'ha demostrat que els negocis i els governs estrangers s'estimen més Almati que no pas Nursultan).
El 1989, Tselinograd tenia 281.000 habitants. La composició ètnica estava formada per 17,7% de kazakhs, 54,1% de russos i 28,2% d'altres grups ètnics.
El 2007, la població d'Astana havia augmentat més del doble des que es va convertir en la capital, a més de 600.000 habitants, i va superar-ne el 1 milió el 2017. Treballadors immigrants, legals i il·legals, han estat atrets a Astanà des d'altres zones del Kazakhstan i estats veïns com l'Uzbekistan i el Kirguizstan. La ciutat és un imant per a joves professionals que busquen construir una carrera professional. Aquest fet ha canviat la demografia de la ciutat, ja que ha portat més kazakhs ètnics a una ciutat que abans tenia una majoria eslava.

### Religió
L'islam és la religió predominant de la ciutat. Altres religions practicades a Astanà són el cristianisme (principalment ortodox rus, catòlic romà i protestant), el judaisme i el budisme.
El Palau de la Pau i la Reconciliació es va construir especialment el 2006 per acollir el Congrés de Líders de Religions Mundials i Tradicionals. Conté allotjament per a diferents religions: judaisme, islam, cristianisme, budisme, hinduisme, taoisme i altres religions.

### Àrea metropolitana
L'àrea metropolitana d'Astanà inclou els districtes d'Arxali, Xortandi, Tselinograd i una part del d'Akkol, a la província d'Akmolà. L'àrea conté 1,2 milions de persones.

## Economia
L'economia d'Astanà es basa en el comerç, la producció industrial, el transport, la comunicació i la construcció. La producció industrial de la ciutat se centra principalment en la producció de materials de construcció, productes alimentaris i enginyeria mecànica.
El centre financer internacional d'Astanà (AIFC) va ser inaugurat el juliol de 2018 per convertir-se en un centre de serveis financers de l'Àsia central.
Nur-Sultan és la seu de corporacions de propietat estatal com ara Samruk-Kazyna, Kazakhstan Temir Zholy, KazMunayGas, KazTransOil, Kazatomprom, KEGOC, Kazpost i Kazakhtelecom.
El canvi de capital ha suposat per Astanà un potent impuls al desenvolupament econòmic. L'alta taxa de creixement econòmic de la ciutat ha atret a nombrosos inversors. 16 anys després que Astanà es convertís en la capital, el volum d'inversions havia augmentat gairebé 30 vegades, el producte regional brut ho havia fet 90 vegades i la producció industrial ha augmentat 11 vegades. El producte regional brut de la ciutat representa aproximadament el 8,5% del producte interior brut del país.
El 2001 es va crear la zona econòmica especial Nur-Sultan – New City per tal d'ajudar a desenvolupar la indústria i augmentar l'atractiu de la ciutat per als inversors. El SEZ té previst d'encarregar cinc projectes per valor de 20.000 milions de KZT (al voltant de 95 milions d'euros) a l'Industrial Park #1 el 2015. Els projectes inclouen la construcció d'una planta de producció de motors dièsel, un complex de menjar ràpid, magatzems temporals i un centre de negocis, una fàbrica de mobles i maquinària d'enginyeria civil i militar. El nou centre financer internacional d'Astanà es va inaugurar l'1 de gener del 2018.
L'administració de Nur-Sultan promou el desenvolupament de petites i mitjanes empreses a través de la col·laboració del Fons de Benestar Sobirà Samruk-Kazyna i la Cambra Econòmica Nacional. El suport és proporcionat per un programa especial de crèdit. Com a resultat, el nombre de petites i mitjanes empreses va augmentar un 13,7% fins a superar els 96.000 en relació amb l'any anterior a l'1 de juliol de 2015. A més a més, el nombre de persones ocupades a les petites i mitjanes empreses va augmentar un 17,8% a més de 234.000 persones a l'1 d'abril de 2015.
Astanà va ser inclòs a la llista de les 21 comunitats intel·ligents més importants del món, segons l'informe publicat per Intelligent Community Forum a l'octubre de 2016. La llista de qualificacions inclou les ciutats, regions i comunitats que utilitzen instruments digitals per a la construcció de l'economia local i la societat.

## Plataforma diplomàtica
Astanà s'ha convertit en una plataforma per a converses diplomàtiques i cimeres d'alt nivell sobre temes globals crítics. En són un exemple les diverses rondes de converses que ha acollit la ciutat entre el règim d'Al-Assad i l'oposició siriana. El 2020 s'hi celebrarà el 12è Congrés ministerial de l'Organització Mundial del Comerç (OMC). A partir del 2003, Astanà ha acollit el Congrés sobre religions mundials i tradicionals, que és una reunió plural de líders religiosos per discutir l'harmonia religiosa i posar fi al terrorisme i l'extremisme.

## Paisatge urbà

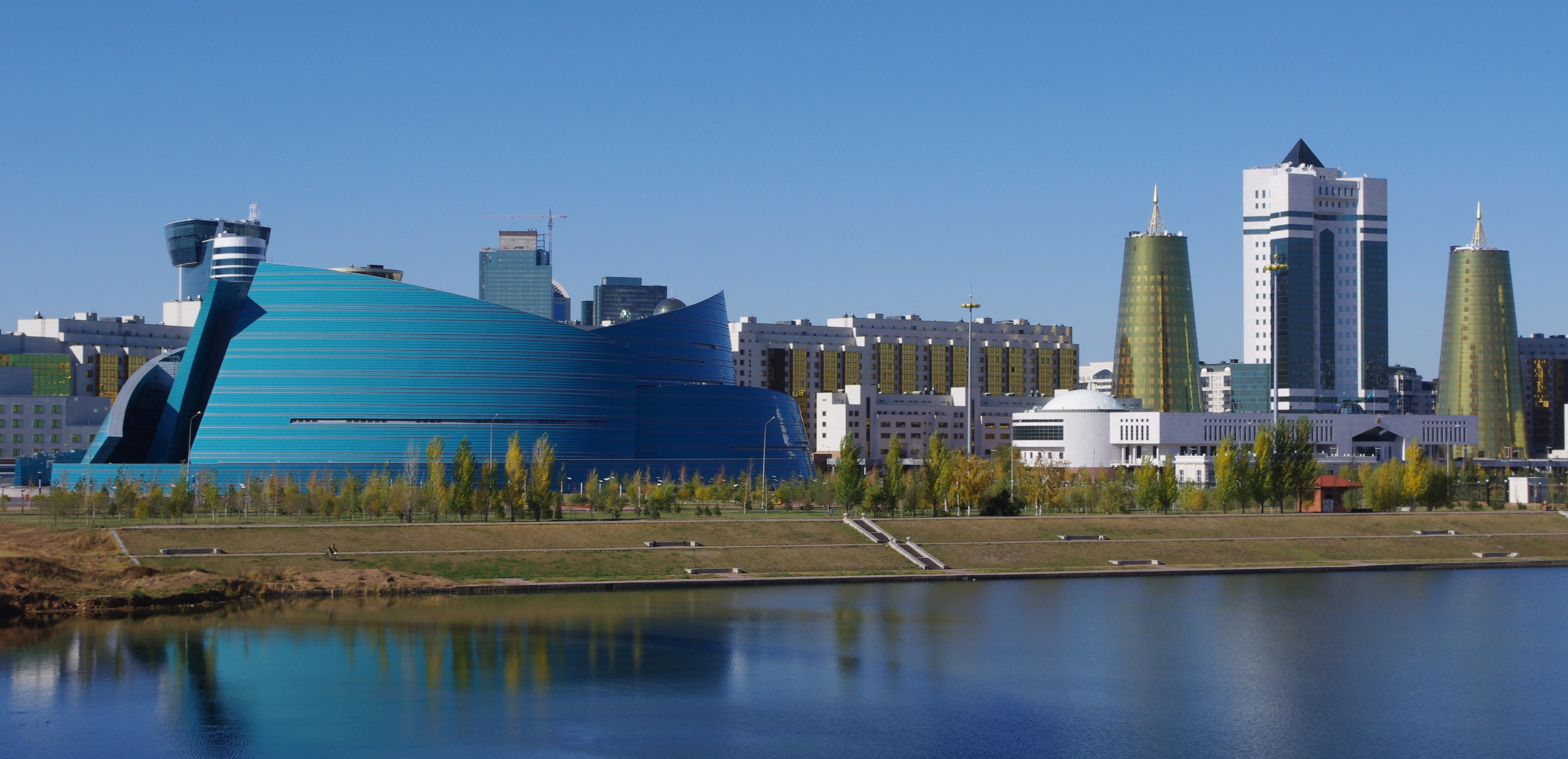
La sala de concerts nacional

Astanà està subdividit en tres districtes, tots creats per decret presidencial. El districte d'Almati, creat el 6 de maig de 1998, abasta una àrea de 21.054 ha amb una població de 375.938 persones, amb cinc pobles. El districte de Iesil, també anomenat marge esquerre de la ciutat, va ser creat el 5 d'agost de 2008 i abasta una superfície de 31.179 ha amb una població de 119.929 habitants. El districte de Sariarka va ser creat el 6 de maig de 1998 i abasta una àrea de 19.202 ha amb una població de 339.286 persones.
L'abril de 1998 el Govern del Kazakhstan va demanar a arquitectes i urbanistes de renom internacional que participessin en un concurs de disseny per a la nova capital. El 6 d'octubre de 1998 l'arquitecte japonès Kisho Kurokawa va rebre el primer premi. La proposta de Kurokawa tenia per objectiu preservar i reconstruir la ciutat existent i crear una nova ciutat al sud i als costats orientals del riu Ixim, tot permetent la simbiosi de la història i el futur.
Al nord de la línia de ferrocarril, que travessa Astanà en direcció est-oest, hi ha zones residencials industrials i pobres. Entre la línia de ferrocarril i el riu Ixim es troba el centre de la ciutat, on actualment es produeix una intensa activitat constructiva. A l'oest i l'est hi ha zones residencials més elevades amb parcs i la nova àrea d'administració del govern al sud del riu Ixim. Allà hi ha en marxa molts projectes d'edificis alt; per exemple, la construcció d'un barri diplomàtic i diversos edificis governamentals. Cap al 2030, aquests barris han de ser completats. L'actual arquitecte general d'Astanà, Vladimir Laptev, vol construir un Berlín d'estil eurasiàtic. Ha afirmat que una capital purament administrativa com Canberra no és un dels seus objectius.

## Esport

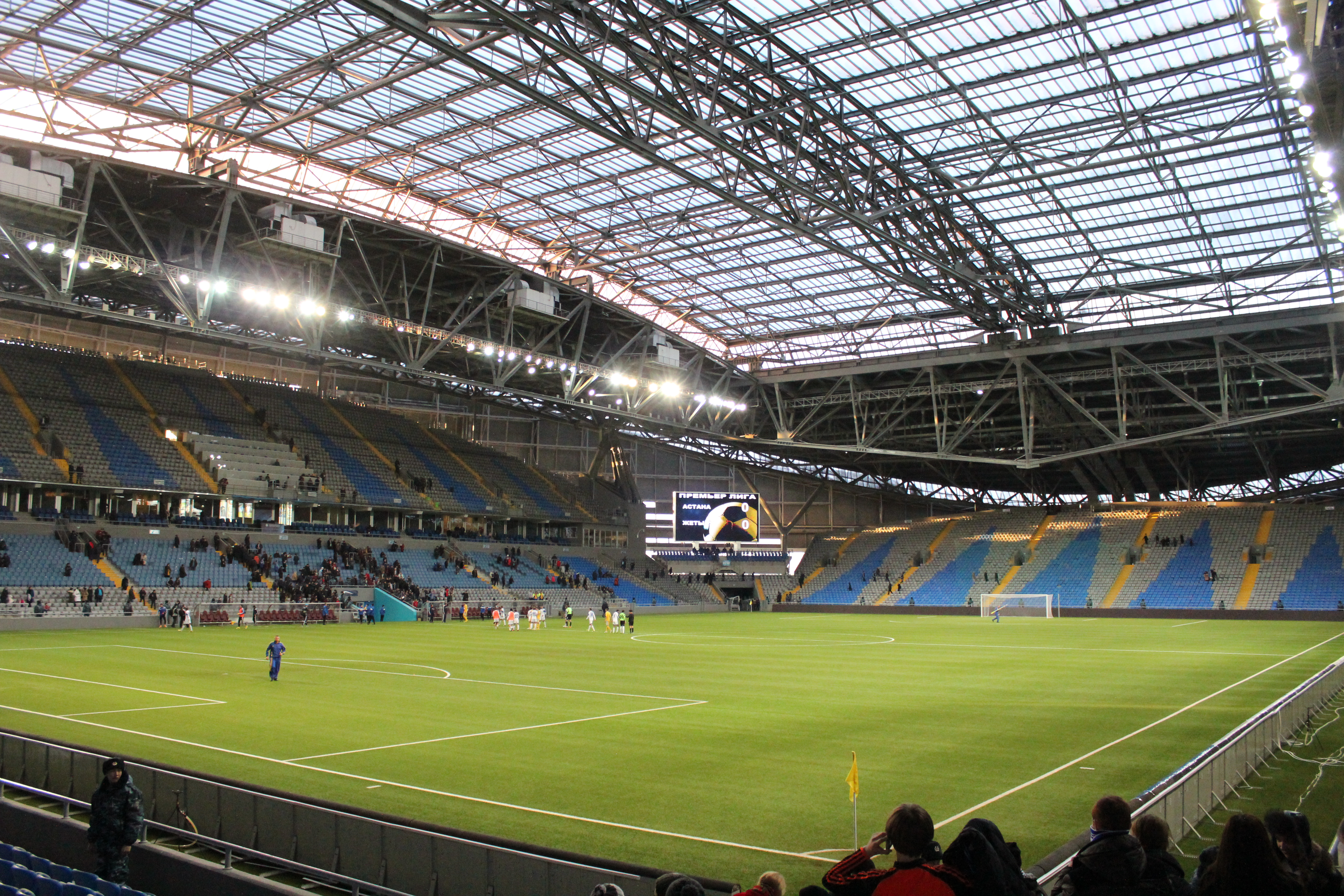
Astana Arena, inaugurat el 2009

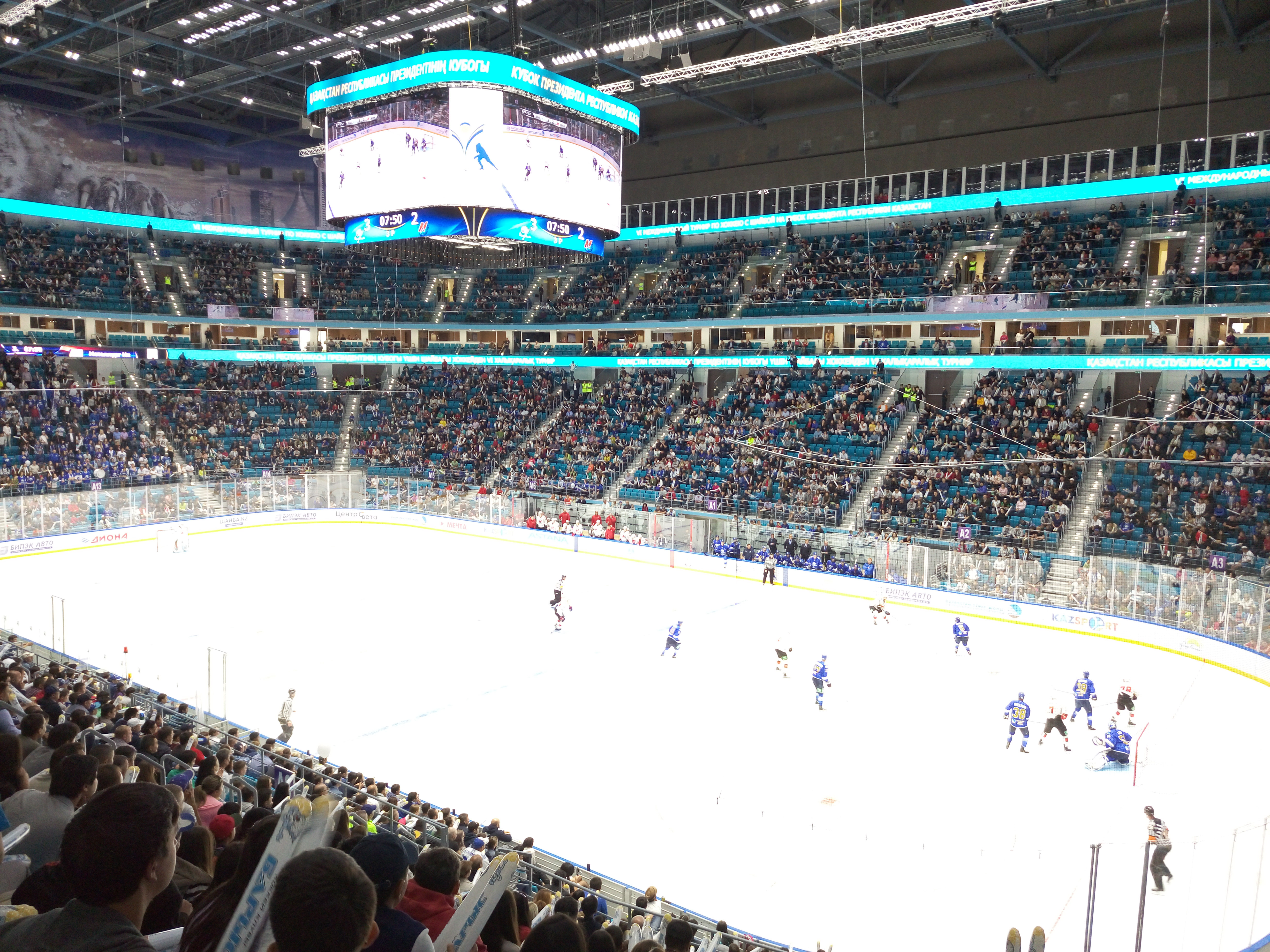
Barys Arena el 2015

La ciutat té diversos equips esportius. El principal equip de futbol és el FK Astana de la Lliga kazakh de futbol. Fundat el 2009, el FK Astana ha guanyat quatre títols de lliga, tres Copes kazakh i dues Super Copes kazakh. El seu camp és l'Astana Arena, que també és la seu de l'equip de la selecció nacional de futbol del Kazakhstan i del FK Bayterek. El FK Bayterek és membre de la Primera divisió del Kazakhstan. Es van fundar el 2012 per desenvolupar el futbol juvenil. El FK Astana-1964 té la seu a l'estadi Kazhymukan Munaitpasov i juga a la Lliga Municipal de Futbol d'Astana. Els anys més reeixits del club van ser els anys 2000, quan van guanyar 3 títols de lliga.
Astanà acull diversos equips professionals d'hoquei sobre gel. El Barys Astana, membre fundador de la Lliga d'hoquei continental el 2008, té la seu ubicada al Barys Arena. El Nomad Astana i el HC Astana juguen al Campionat d'Hoquei sobre gel del Kazakhstan. El Snezhnye Barsy de la Lliga júnior d'hoquei sobre gel és l'equip júnior del Barys Astana. Astanà acull anualment el torneig d'hoquei sobre gel de la Copa del President de la República del Kazakhstan.
L'Astana Pro Team, fundat el 2007, participa en l'UCI World Tour. L'equip és un dels equips de ciclisme més reeixits dels últims anys, havent guanyat diverses gires. La BC Astana de la VTB United League i la Lliga de basquetbol del Kazakhstan són l'únic equip professional de basquetbol d'Astanà. És l'equip de bàsquet amb més èxit al Kazakhstan amb tres títols de la Lliga de bàsquet del Kazakhstan i quatre Copes de bàsquet del Kazakhstan. La seva seu és el Velòdrom Sariarka, que s'utilitza principalment per a esdeveniments de ciclisme en pista. El Velòdrom Sariarka va acollir la fase de la Copa del Món de ciclisme en pista el 2011. El Club Esportiu Presidencial Astana va ser fundat el 2012 per combinar els principals equips esportius d'Astanà. L'organització té el suport del Fons Sobirà de Riquesa Samruk-Kazyna. Els jocs asiàtics d'hivern de 2011 van tenir lloc parcialment a la capital. El Palau de Gel d'Alau va acollir el Campionat mundial de patinatge de velocitat de 2015. El torneig de tennis de la Copa del President se celebra anualment al Centre nacional de tennis de Daulet.

## Educació

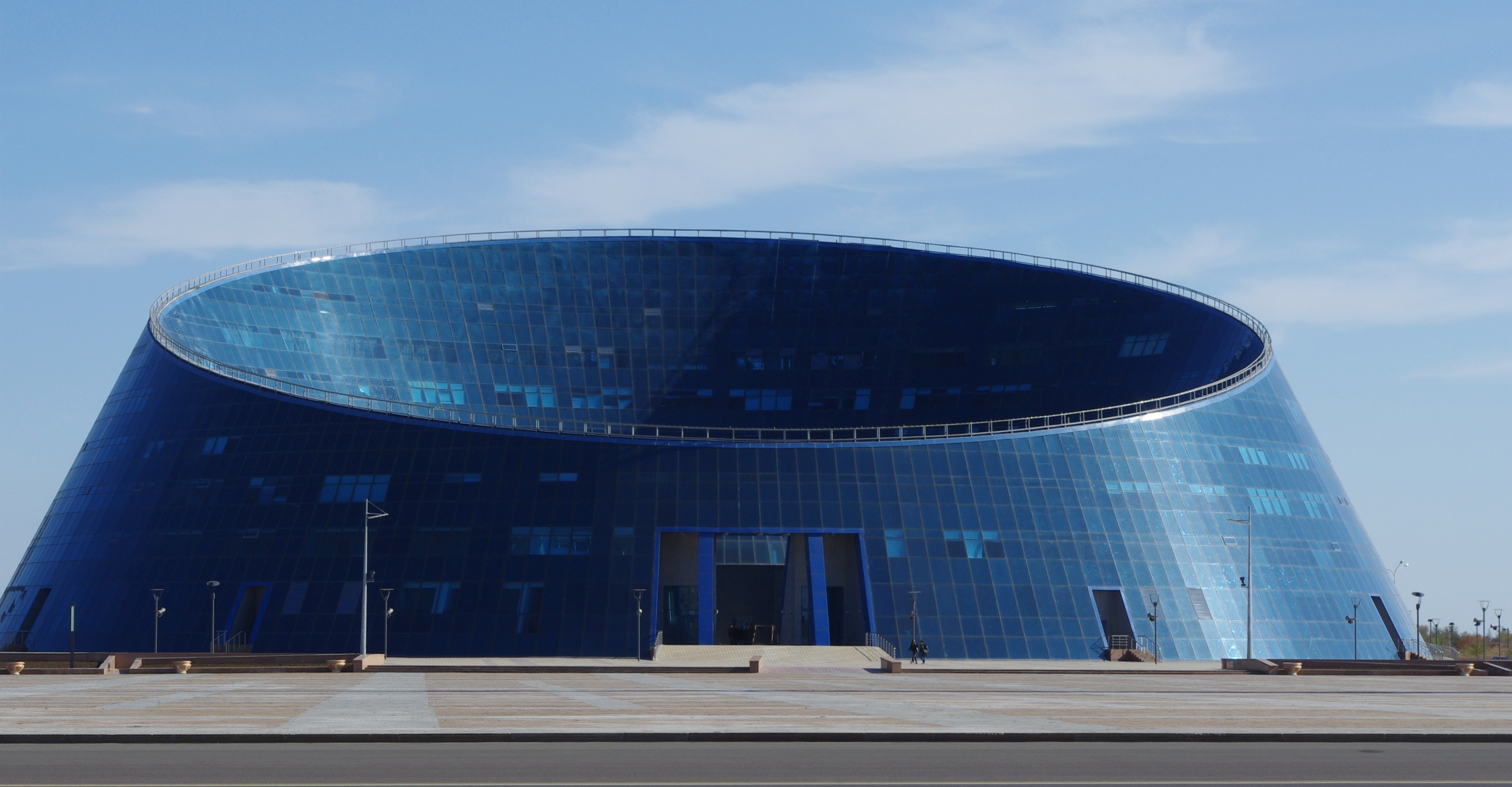
Universitat Nacional d'Arts del Kazakhstan

Astanà té moltes universitats i col·legis de secundària. Al curs acadèmic 2013/2014, Astanà tenia un total de 53.561 estudiants en les seves 14 institucions d'educació superior, un augment del 10% respecte a l'any anterior. La Universitat Nacional Euroasiàtica L.N.Gumilyov és la universitat més gran d'Astanà amb 16.558 estudiants i 1.678 membres del personal acadèmic. Va ser fundada com a resultat de la fusió de l'Institut d'Enginyeria Civil d'Akmolà i de l'Institut Pedagògic d'Akmolà el 23 de maig de 1996. La universitat més antiga d'Astanà és la Universitat Tècnica Agro Kazakh de S. Seifullin, fundada el 1957. La Universitat de Nazarbàiev és una universitat de recerca autònoma fundada el 2010 en col·laboració amb algunes de les millors universitats del món. La Universitat kazakh d'economia, finances i comerç internacional és una institució econòmica d'Astanà. L'Institut kazakh d'Humanitats i Dret és una universitat de dret fundada per iniciativa del Ministeri de Justícia el 1994. La Universitat mèdica d'Astanà va ser l'única escola de medicina a Astanà fins a l'obertura de l'Escola de Medicina a la Universitat de Nazarbàiev el 2014. La Universitat Nacional de les Arts del Kazakhstan és la principal escola de música i ha proporcionat a Astanà especialistes professionals altament qualificats en el camp de les arts.
Les escoles d'Astanà ronden els 103.000 estudiants, repartits en 83 escoles, entre les quals hi ha 71 escoles públiques i 12 escoles privades. L'Escola Internacional Miras, establerta el 1999, va ser la primera escola secundària privada fundada a Astanà. L'Escola Haileybury d'Astanà va ser establerta el 2011 com a sucursal de la Haileybury and Imperial Service College, una escola independent del Regne Unit. Les escoles secundàries kazakh-turques Nur-Sultan són dirigides per la fundació internacional KATEV. A Nur-Sultan, hi ha grans escoles kazakh-turques per a nois i noies per separat, així com l'Escola internacional Nurorda. Astanà acull dues escoles intel·lectuals de Nazarbayev (NIS), incloses les escoles mundials de Física i Matemàtiques i de Batxillerat Internacional. L'Escola Internacional d'Astanà QSI és una escola internacional que proporciona un currículum americà als seus estudiants. L'escola és una branca de la Escoles internacionals de qualitat que va començar a l'Orient Mitjà.

## Transport

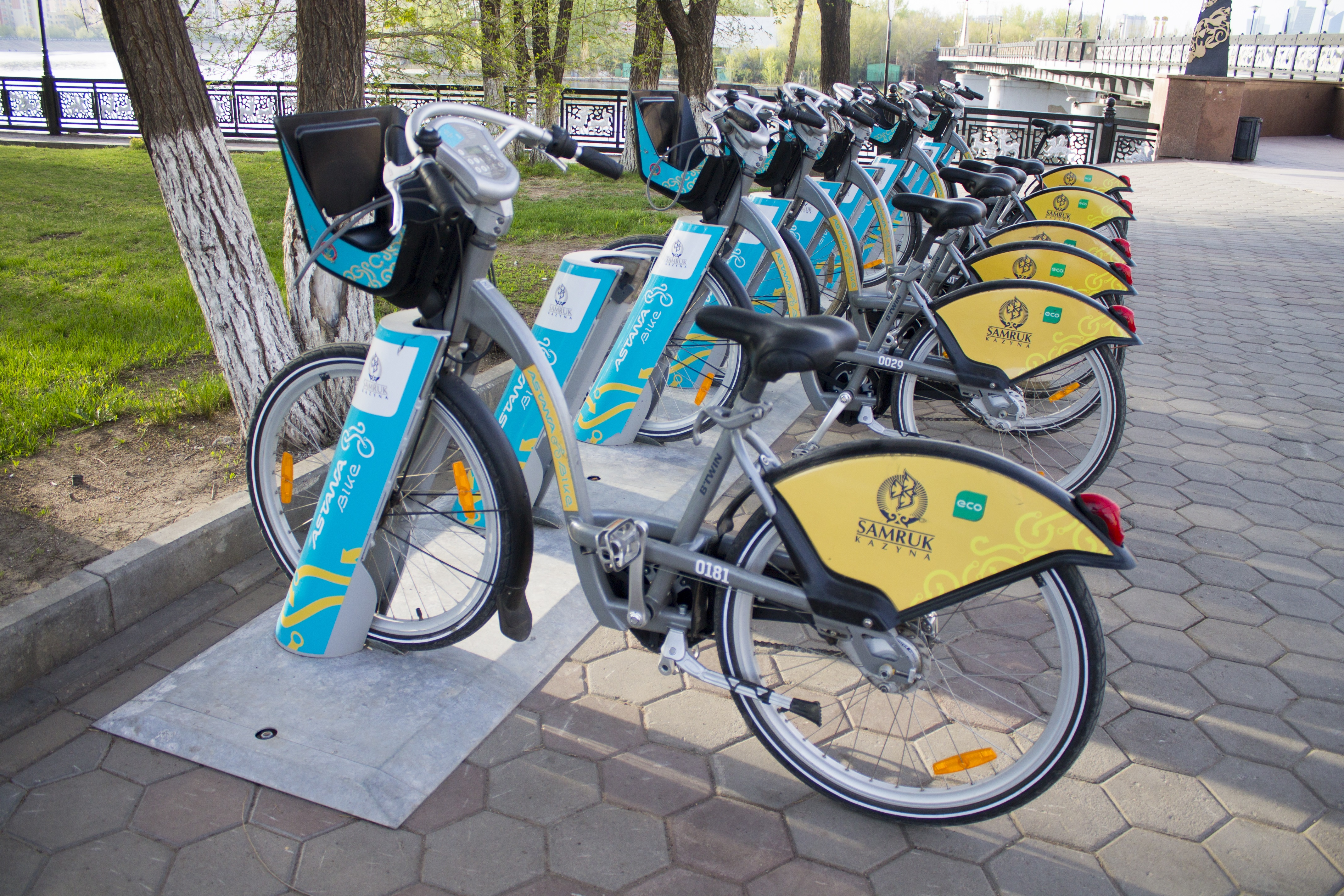
El sistema de bicicletes públiques Astana Bike

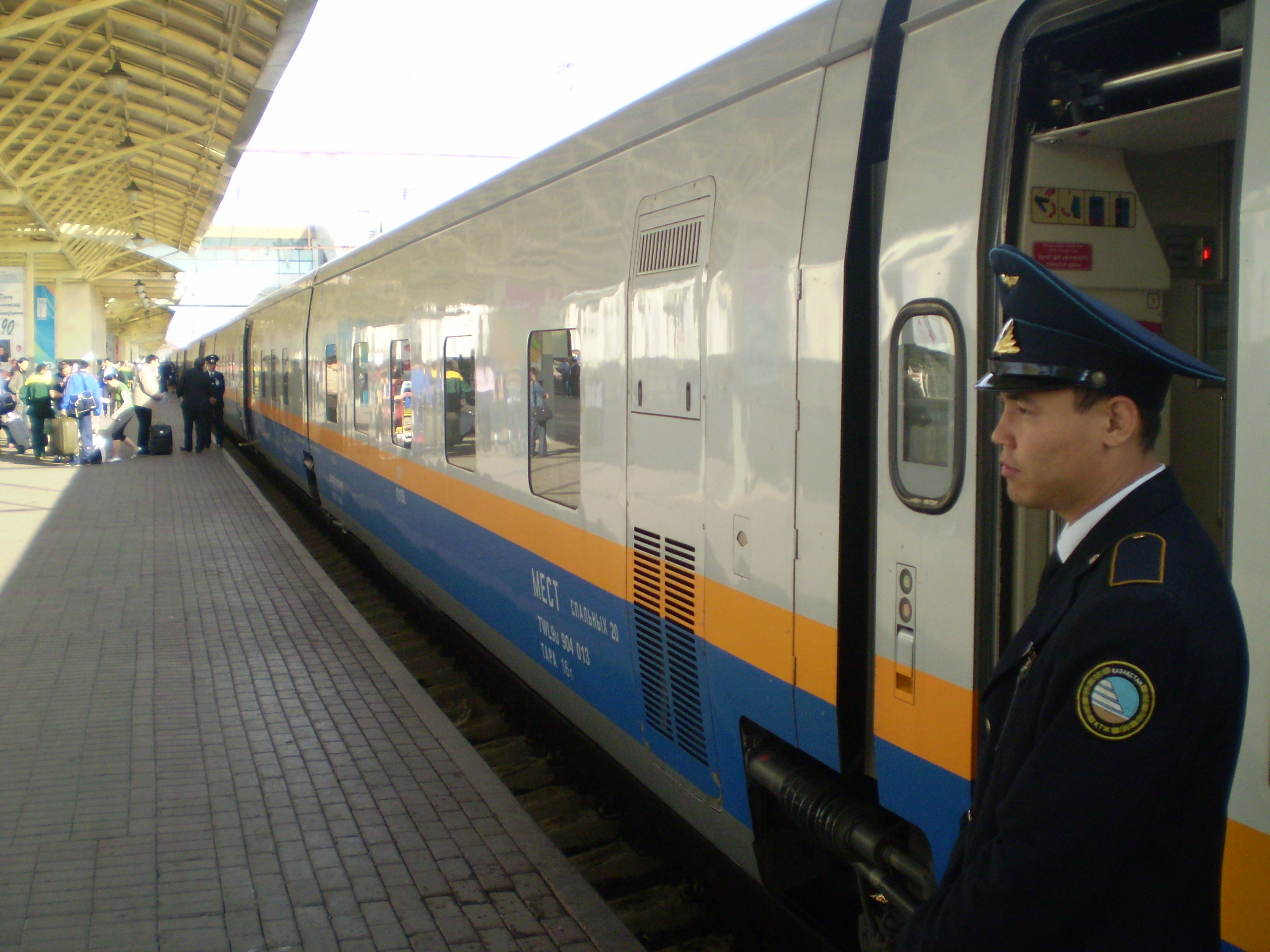
Tulpar Talgo, el tren exprés cap a Almati

### Transport públic
El transport públic a Astanà està format per autobusos i taxis compartits. Més de 720.000 persones fan servir el transport públic diàriament. Hi ha més de 40 línies d'autobús servides per més de 1.000 vehicles, amb més de 3.000 persones que treballen en el sector del transport públic. Igual que els autobusos, els taxis compartits tenen rutes pròpies i funcionen de manera compartida. Hi ha nou rutes de taxis compartides en total. El 2011 Akimat d'Astanà va establir una empresa per implementar una sèrie de canvis i programes a la metròpoli coneguda com el "Nou sistema de transport d'Astanà". Com a part d'aquests programes, les línies d'autobús de trànsit ràpid (BRT) van començar a operar a Astanà el 2016. El Metro d'Astanà és una proposta d'un sistema de tren lleuger. Astanà també té servei de taxi aeri i el modern servei de bicicletes públiques Astana Bike.

### Aire
L'Aeroport internacional Nursultan Nazarbàiev (IATA: TSE, ICAO: UACC), situat a 17 quilòmetres al sud-est del centre de la ciutat, és la principal porta d'entrada al trànsit aeri civil i internacional de la ciutat. És el segon aeroport més freqüentat del Kazakhstan, amb 2.960.181 passatgers durant el 2014. L'aeroport acull 13 companyies aèries que operen vols regulars de passatgers a l'interior del país i a escala internacional. Air Astana té el seu segon hub més gran a l'aeroport. Un augment previst del 50% del trànsit de passatgers fins al 2017 ha estimulat la construcció d'una nova terminal amb una superfície d'uns 40.000 metres quadrats.

### Ferrocarril i carreteres
Astanà està situat al centre del país i és un node de transport ben pocisionat per les xarxes ferroviàries i d'automòbils.
L'estació d'Astanà és la principal estació de tren de la ciutat i serveix aproximadament 7.000 persones cada dia. Durant l'esdeveniment de l'Expo 2017 es va construir una nova estació de tren, Nurli Zhol, amb una capacitat de 12.000 persones. Hi ha un tren exprés diari d'Astanà a Almati, Tulpar Talgo. Els plans a curt termini inclouen la construcció d'una nova estació de ferrocarril al districte industrial; a les proximitats de CHPP-3 es posarà en marxa una nova terminal per a vehicles de càrrega.
Les carreteres M-36 Txeliabinsk-Almati i A-343 Astanà-Petropàvlovsk passen per la ciutat. El posicionament geogràfic estratègic d'Astanà li permet servir de centre de transport i recàrrega de càrregues formades a les estacions adjacents de la zona.

## Expo 2017
L'1 de juliol de 2010, a la 153a Assemblea General de la Bureau International des Exposicions celebrada a París, els representants de l'aleshores Astanà van presentar la candidatura de la ciutat per allotjar l'Expo 2017. El concepte de kazakh d'aquesta exposició tracta de l'impacte de l'energia i allò social en el món modern. El tema de l'Expo Nurstultan va ser "Energia futura".
L'Expo 2017 va rebre una gran expectació el 10 de juny, amb l'assistència de caps d'estat de 17 països diferents. El 7 d'agost es van registrar dos milions de visitants. És la primera fira mundial que es va celebrar a l'Àsia central i el pavelló central, Nur Alem, és l'edifici esfèric més gran del món.
Més de 4 milions de persones van visitar l'Expo 2017 a Astanà, dues vegades més del que s'esperava. Recentment es va anunciar que el pavelló Expo tornaria a obrir-se l'11 de novembre. L'entrada és gratuïta per a tots els visitants. Els únics llocs que requereix càrrecs addicionals per a l'entrada són el pavelló central Nur Alem i el centre d'art.

## Ciutats agermanades
Astanà manté agermanaments oficials amb 18 ciutats. Les ciutats agermanades d'Astanà són:
- 1994  İzmir, Turquia[100]
- 1996  Gdańsk, Polònia[101]
- 1996  Sant Petersburg, Rússia[102]
- 1996  Tbilisi, Geòrgia[103]
- 1998  Riga, Letònia[104]
- 2001  Ankara, Turquia[105]
- 2002  Varsòvia, Polònia[106]
- 2004  Bangkok, Tailàndia[107]
- 2004  Kazan, Tatarstan, Rússia[108]
- 2004  Manila, Filipines[109]
- 2004  Seül, Corea del Sud[110]
- 2005  Amman, Jordània[111]
- 2006  Pequín, Xina[112]
- 2009  Hanoi, Vietnam[113]
- 2010  Ufa, Baixkortostan, Rússia[114]
- 2011  Bixkek, Kirguizstan[115]
- 2013  Oulu, Finlàndia[116]
- 2014  Niça, França[117]
- 2014  Zagreb, Croàcia[118]

## Iniciativa de ciutat intel·ligent
El projecte Smart Nur-Sultan és una iniciativa desenvolupada per la llavors administració de la ciutat d'Astanà que incorpora solucions basades en tecnologia en diversos sectors, com ara hospitals, escoles, sistema de reserva de bitllets i enllumenat públic. Aquests projectes es desenvolupen en una aplicació interconnectada, The Smart Nur-Sultan.

## Continuar llegint
- Pospelov, Evgeni. .  Русские словари, 1993.[Enllaç no actiu] (rus)
- Kozlov, Denis; Gilburd, Eleonory. The Thaw: Soviet Society and Culture during the 1950s and 1960s.  University of Toronto Press, 2013. ISBN 9781442644601. (anglès)
- Khrushchev, Sergei. Никита Хрущев. Реформатор.  Время, 2010. ISBN 9785969105331. (rus)
- Mallone, Laura «The Eccentric Autocrat Who Spent Billions Inventing A City». Wired, 23-09-2016. (anglès)
- Whyte, Andy. Kisho Kurokawa, Architect and Associates: Selected and Current Works.  Images Publishing, 2000. ISBN 9781864700190. (anglès)
- Vale, Lawrence. Architecture, Power and National Identity.  Routledge, 2014. ISBN 9781134729210. (anglès)